# 1712
Portal Geschichte | Portal Biografien | Aktuelle Ereignisse | Jahreskalender | Tagesartikel

◄ |
17. Jahrhundert |
18. Jahrhundert
| 19. Jahrhundert | ►

◄ |
1680er |
1690er |
1700er |
1710er
| 1720er | 1730er | 1740er | ►

◄◄ |
◄ |
1708 |
1709 |
1710 |
1711 |
1712
| 1713 | 1714 | 1715 | 1716 | ► | ►►
Staatsoberhäupter  · Nekrolog   · Musikjahr
| Januar | Januar | Januar | Januar | Januar | Januar | Januar | Januar |
| Kw     | Mo     | Di     | Mi     | Do     | Fr     | Sa     | So     |
| ------ | ------ | ------ | ------ | ------ | ------ | ------ | ------ |
| 53     |        |        |        |        | 1      | 2      | 3      |
| 1      | 4      | 5      | 6      | 7      | 8      | 9      | 10     |
| 2      | 11     | 12     | 13     | 14     | 15     | 16     | 17     |
| 3      | 18     | 19     | 20     | 21     | 22     | 23     | 24     |
| 4      | 25     | 26     | 27     | 28     | 29     | 30     | 31     |

| Februar | Februar | Februar | Februar | Februar | Februar | Februar | Februar |
| Kw      | Mo      | Di      | Mi      | Do      | Fr      | Sa      | So      |
| ------- | ------- | ------- | ------- | ------- | ------- | ------- | ------- |
| 5       | 1       | 2       | 3       | 4       | 5       | 6       | 7       |
| 6       | 8       | 9       | 10      | 11      | 12      | 13      | 14      |
| 7       | 15      | 16      | 17      | 18      | 19      | 20      | 21      |
| 8       | 22      | 23      | 24      | 25      | 26      | 27      | 28      |
| 9       | 29      |         |         |         |         |         |         |

| März | März | März | März | März | März | März | März |
| Kw   | Mo   | Di   | Mi   | Do   | Fr   | Sa   | So   |
| ---- | ---- | ---- | ---- | ---- | ---- | ---- | ---- |
| 9    |      | 1    | 2    | 3    | 4    | 5    | 6    |
| 10   | 7    | 8    | 9    | 10   | 11   | 12   | 13   |
| 11   | 14   | 15   | 16   | 17   | 18   | 19   | 20   |
| 12   | 21   | 22   | 23   | 24   | 25   | 26   | 27   |
| 13   | 28   | 29   | 30   | 31   |      |      |      |

| April | April | April | April | April | April | April | April |
| Kw    | Mo    | Di    | Mi    | Do    | Fr    | Sa    | So    |
| ----- | ----- | ----- | ----- | ----- | ----- | ----- | ----- |
| 13    |       |       |       |       | 1     | 2     | 3     |
| 14    | 4     | 5     | 6     | 7     | 8     | 9     | 10    |
| 15    | 11    | 12    | 13    | 14    | 15    | 16    | 17    |
| 16    | 18    | 19    | 20    | 21    | 22    | 23    | 24    |
| 17    | 25    | 26    | 27    | 28    | 29    | 30    |       |

| Mai | Mai | Mai | Mai | Mai | Mai | Mai | Mai |
| Kw  | Mo  | Di  | Mi  | Do  | Fr  | Sa  | So  |
| --- | --- | --- | --- | --- | --- | --- | --- |
| 17  |     |     |     |     |     |     | 1   |
| 18  | 2   | 3   | 4   | 5   | 6   | 7   | 8   |
| 19  | 9   | 10  | 11  | 12  | 13  | 14  | 15  |
| 20  | 16  | 17  | 18  | 19  | 20  | 21  | 22  |
| 21  | 23  | 24  | 25  | 26  | 27  | 28  | 29  |
| 22  | 30  | 31  |     |     |     |     |     |

| Juni | Juni | Juni | Juni | Juni | Juni | Juni | Juni |
| Kw   | Mo   | Di   | Mi   | Do   | Fr   | Sa   | So   |
| ---- | ---- | ---- | ---- | ---- | ---- | ---- | ---- |
| 22   |      |      | 1    | 2    | 3    | 4    | 5    |
| 23   | 6    | 7    | 8    | 9    | 10   | 11   | 12   |
| 24   | 13   | 14   | 15   | 16   | 17   | 18   | 19   |
| 25   | 20   | 21   | 22   | 23   | 24   | 25   | 26   |
| 26   | 27   | 28   | 29   | 30   |      |      |      |

| Juli | Juli | Juli | Juli | Juli | Juli | Juli | Juli |
| Kw   | Mo   | Di   | Mi   | Do   | Fr   | Sa   | So   |
| ---- | ---- | ---- | ---- | ---- | ---- | ---- | ---- |
| 26   |      |      |      |      | 1    | 2    | 3    |
| 27   | 4    | 5    | 6    | 7    | 8    | 9    | 10   |
| 28   | 11   | 12   | 13   | 14   | 15   | 16   | 17   |
| 29   | 18   | 19   | 20   | 21   | 22   | 23   | 24   |
| 30   | 25   | 26   | 27   | 28   | 29   | 30   | 31   |

| August | August | August | August | August | August | August | August |
| Kw     | Mo     | Di     | Mi     | Do     | Fr     | Sa     | So     |
| ------ | ------ | ------ | ------ | ------ | ------ | ------ | ------ |
| 31     | 1      | 2      | 3      | 4      | 5      | 6      | 7      |
| 32     | 8      | 9      | 10     | 11     | 12     | 13     | 14     |
| 33     | 15     | 16     | 17     | 18     | 19     | 20     | 21     |
| 34     | 22     | 23     | 24     | 25     | 26     | 27     | 28     |
| 35     | 29     | 30     | 31     |        |        |        |        |

| September | September | September | September | September | September | September | September |
| Kw        | Mo        | Di        | Mi        | Do        | Fr        | Sa        | So        |
| --------- | --------- | --------- | --------- | --------- | --------- | --------- | --------- |
| 35        |           |           |           | 1         | 2         | 3         | 4         |
| 36        | 5         | 6         | 7         | 8         | 9         | 10        | 11        |
| 37        | 12        | 13        | 14        | 15        | 16        | 17        | 18        |
| 38        | 19        | 20        | 21        | 22        | 23        | 24        | 25        |
| 39        | 26        | 27        | 28        | 29        | 30        |           |           |

| Oktober | Oktober | Oktober | Oktober | Oktober | Oktober | Oktober | Oktober |
| Kw      | Mo      | Di      | Mi      | Do      | Fr      | Sa      | So      |
| ------- | ------- | ------- | ------- | ------- | ------- | ------- | ------- |
| 39      |         |         |         |         |         | 1       | 2       |
| 40      | 3       | 4       | 5       | 6       | 7       | 8       | 9       |
| 41      | 10      | 11      | 12      | 13      | 14      | 15      | 16      |
| 42      | 17      | 18      | 19      | 20      | 21      | 22      | 23      |
| 43      | 24      | 25      | 26      | 27      | 28      | 29      | 30      |
| 44      | 31      |         |         |         |         |         |         |

| November | November | November | November | November | November | November | November |
| Kw       | Mo       | Di       | Mi       | Do       | Fr       | Sa       | So       |
| -------- | -------- | -------- | -------- | -------- | -------- | -------- | -------- |
| 44       |          | 1        | 2        | 3        | 4        | 5        | 6        |
| 45       | 7        | 8        | 9        | 10       | 11       | 12       | 13       |
| 46       | 14       | 15       | 16       | 17       | 18       | 19       | 20       |
| 47       | 21       | 22       | 23       | 24       | 25       | 26       | 27       |
| 48       | 28       | 29       | 30       |          |          |          |          |

| Dezember | Dezember | Dezember | Dezember | Dezember | Dezember | Dezember | Dezember |
| Kw       | Mo       | Di       | Mi       | Do       | Fr       | Sa       | So       |
| -------- | -------- | -------- | -------- | -------- | -------- | -------- | -------- |
| 48       |          |          |          | 1        | 2        | 3        | 4        |
| 49       | 5        | 6        | 7        | 8        | 9        | 10       | 11       |
| 50       | 12       | 13       | 14       | 15       | 16       | 17       | 18       |
| 51       | 19       | 20       | 21       | 22       | 23       | 24       | 25       |
| 52       | 26       | 27       | 28       | 29       | 30       | 31       |          |

| Januar | Januar | Januar | Januar | Januar | Januar | Januar | Januar |
| Kw     | Mo     | Di     | Mi     | Do     | Fr     | Sa     | So     |
| ------ | ------ | ------ | ------ | ------ | ------ | ------ | ------ |
| 53     |        |        |        |        | 1      | 2      | 3      |
| 1      | 4      | 5      | 6      | 7      | 8      | 9      | 10     |
| 2      | 11     | 12     | 13     | 14     | 15     | 16     | 17     |
| 3      | 18     | 19     | 20     | 21     | 22     | 23     | 24     |
| 4      | 25     | 26     | 27     | 28     | 29     | 30     | 31     |

| Februar | Februar | Februar | Februar | Februar | Februar | Februar | Februar |
| Kw      | Mo      | Di      | Mi      | Do      | Fr      | Sa      | So      |
| ------- | ------- | ------- | ------- | ------- | ------- | ------- | ------- |
| 5       | 1       | 2       | 3       | 4       | 5       | 6       | 7       |
| 6       | 8       | 9       | 10      | 11      | 12      | 13      | 14      |
| 7       | 15      | 16      | 17      | 18      | 19      | 20      | 21      |
| 8       | 22      | 23      | 24      | 25      | 26      | 27      | 28      |
| 9       | 29      |         |         |         |         |         |         |

| März | März | März | März | März | März | März | März |
| Kw   | Mo   | Di   | Mi   | Do   | Fr   | Sa   | So   |
| ---- | ---- | ---- | ---- | ---- | ---- | ---- | ---- |
| 9    |      | 1    | 2    | 3    | 4    | 5    | 6    |
| 10   | 7    | 8    | 9    | 10   | 11   | 12   | 13   |
| 11   | 14   | 15   | 16   | 17   | 18   | 19   | 20   |
| 12   | 21   | 22   | 23   | 24   | 25   | 26   | 27   |
| 13   | 28   | 29   | 30   | 31   |      |      |      |

| April | April | April | April | April | April | April | April |
| Kw    | Mo    | Di    | Mi    | Do    | Fr    | Sa    | So    |
| ----- | ----- | ----- | ----- | ----- | ----- | ----- | ----- |
| 13    |       |       |       |       | 1     | 2     | 3     |
| 14    | 4     | 5     | 6     | 7     | 8     | 9     | 10    |
| 15    | 11    | 12    | 13    | 14    | 15    | 16    | 17    |
| 16    | 18    | 19    | 20    | 21    | 22    | 23    | 24    |
| 17    | 25    | 26    | 27    | 28    | 29    | 30    |       |

| Mai | Mai | Mai | Mai | Mai | Mai | Mai | Mai |
| Kw  | Mo  | Di  | Mi  | Do  | Fr  | Sa  | So  |
| --- | --- | --- | --- | --- | --- | --- | --- |
| 17  |     |     |     |     |     |     | 1   |
| 18  | 2   | 3   | 4   | 5   | 6   | 7   | 8   |
| 19  | 9   | 10  | 11  | 12  | 13  | 14  | 15  |
| 20  | 16  | 17  | 18  | 19  | 20  | 21  | 22  |
| 21  | 23  | 24  | 25  | 26  | 27  | 28  | 29  |
| 22  | 30  | 31  |     |     |     |     |     |

| Juni | Juni | Juni | Juni | Juni | Juni | Juni | Juni |
| Kw   | Mo   | Di   | Mi   | Do   | Fr   | Sa   | So   |
| ---- | ---- | ---- | ---- | ---- | ---- | ---- | ---- |
| 22   |      |      | 1    | 2    | 3    | 4    | 5    |
| 23   | 6    | 7    | 8    | 9    | 10   | 11   | 12   |
| 24   | 13   | 14   | 15   | 16   | 17   | 18   | 19   |
| 25   | 20   | 21   | 22   | 23   | 24   | 25   | 26   |
| 26   | 27   | 28   | 29   | 30   |      |      |      |

| Juli | Juli | Juli | Juli | Juli | Juli | Juli | Juli |
| Kw   | Mo   | Di   | Mi   | Do   | Fr   | Sa   | So   |
| ---- | ---- | ---- | ---- | ---- | ---- | ---- | ---- |
| 26   |      |      |      |      | 1    | 2    | 3    |
| 27   | 4    | 5    | 6    | 7    | 8    | 9    | 10   |
| 28   | 11   | 12   | 13   | 14   | 15   | 16   | 17   |
| 29   | 18   | 19   | 20   | 21   | 22   | 23   | 24   |
| 30   | 25   | 26   | 27   | 28   | 29   | 30   | 31   |

| August | August | August | August | August | August | August | August |
| Kw     | Mo     | Di     | Mi     | Do     | Fr     | Sa     | So     |
| ------ | ------ | ------ | ------ | ------ | ------ | ------ | ------ |
| 31     | 1      | 2      | 3      | 4      | 5      | 6      | 7      |
| 32     | 8      | 9      | 10     | 11     | 12     | 13     | 14     |
| 33     | 15     | 16     | 17     | 18     | 19     | 20     | 21     |
| 34     | 22     | 23     | 24     | 25     | 26     | 27     | 28     |
| 35     | 29     | 30     | 31     |        |        |        |        |

| September | September | September | September | September | September | September | September |
| Kw        | Mo        | Di        | Mi        | Do        | Fr        | Sa        | So        |
| --------- | --------- | --------- | --------- | --------- | --------- | --------- | --------- |
| 35        |           |           |           | 1         | 2         | 3         | 4         |
| 36        | 5         | 6         | 7         | 8         | 9         | 10        | 11        |
| 37        | 12        | 13        | 14        | 15        | 16        | 17        | 18        |
| 38        | 19        | 20        | 21        | 22        | 23        | 24        | 25        |
| 39        | 26        | 27        | 28        | 29        | 30        |           |           |

| Oktober | Oktober | Oktober | Oktober | Oktober | Oktober | Oktober | Oktober |
| Kw      | Mo      | Di      | Mi      | Do      | Fr      | Sa      | So      |
| ------- | ------- | ------- | ------- | ------- | ------- | ------- | ------- |
| 39      |         |         |         |         |         | 1       | 2       |
| 40      | 3       | 4       | 5       | 6       | 7       | 8       | 9       |
| 41      | 10      | 11      | 12      | 13      | 14      | 15      | 16      |
| 42      | 17      | 18      | 19      | 20      | 21      | 22      | 23      |
| 43      | 24      | 25      | 26      | 27      | 28      | 29      | 30      |
| 44      | 31      |         |         |         |         |         |         |

| November | November | November | November | November | November | November | November |
| Kw       | Mo       | Di       | Mi       | Do       | Fr       | Sa       | So       |
| -------- | -------- | -------- | -------- | -------- | -------- | -------- | -------- |
| 44       |          | 1        | 2        | 3        | 4        | 5        | 6        |
| 45       | 7        | 8        | 9        | 10       | 11       | 12       | 13       |
| 46       | 14       | 15       | 16       | 17       | 18       | 19       | 20       |
| 47       | 21       | 22       | 23       | 24       | 25       | 26       | 27       |
| 48       | 28       | 29       | 30       |          |          |          |          |

| Dezember | Dezember | Dezember | Dezember | Dezember | Dezember | Dezember | Dezember |
| Kw       | Mo       | Di       | Mi       | Do       | Fr       | Sa       | So       |
| -------- | -------- | -------- | -------- | -------- | -------- | -------- | -------- |
| 48       |          |          |          | 1        | 2        | 3        | 4        |
| 49       | 5        | 6        | 7        | 8        | 9        | 10       | 11       |
| 50       | 12       | 13       | 14       | 15       | 16       | 17       | 18       |
| 51       | 19       | 20       | 21       | 22       | 23       | 24       | 25       |
| 52       | 26       | 27       | 28       | 29       | 30       | 31       |          |

## Ereignisse

### Politik und Weltgeschehen

#### Spanischer Erbfolgekrieg
- 29. Januar: In Utrecht beginnt ein Kongress europäischer Mächte mit dem Ziel, den Spanischen Erbfolgekrieg zu beenden. Der Friede von Utrecht wird als Ergebnis am 11. April des Folgejahres geschlossen, doch von Kaiser Karl VI. nicht akzeptiert.

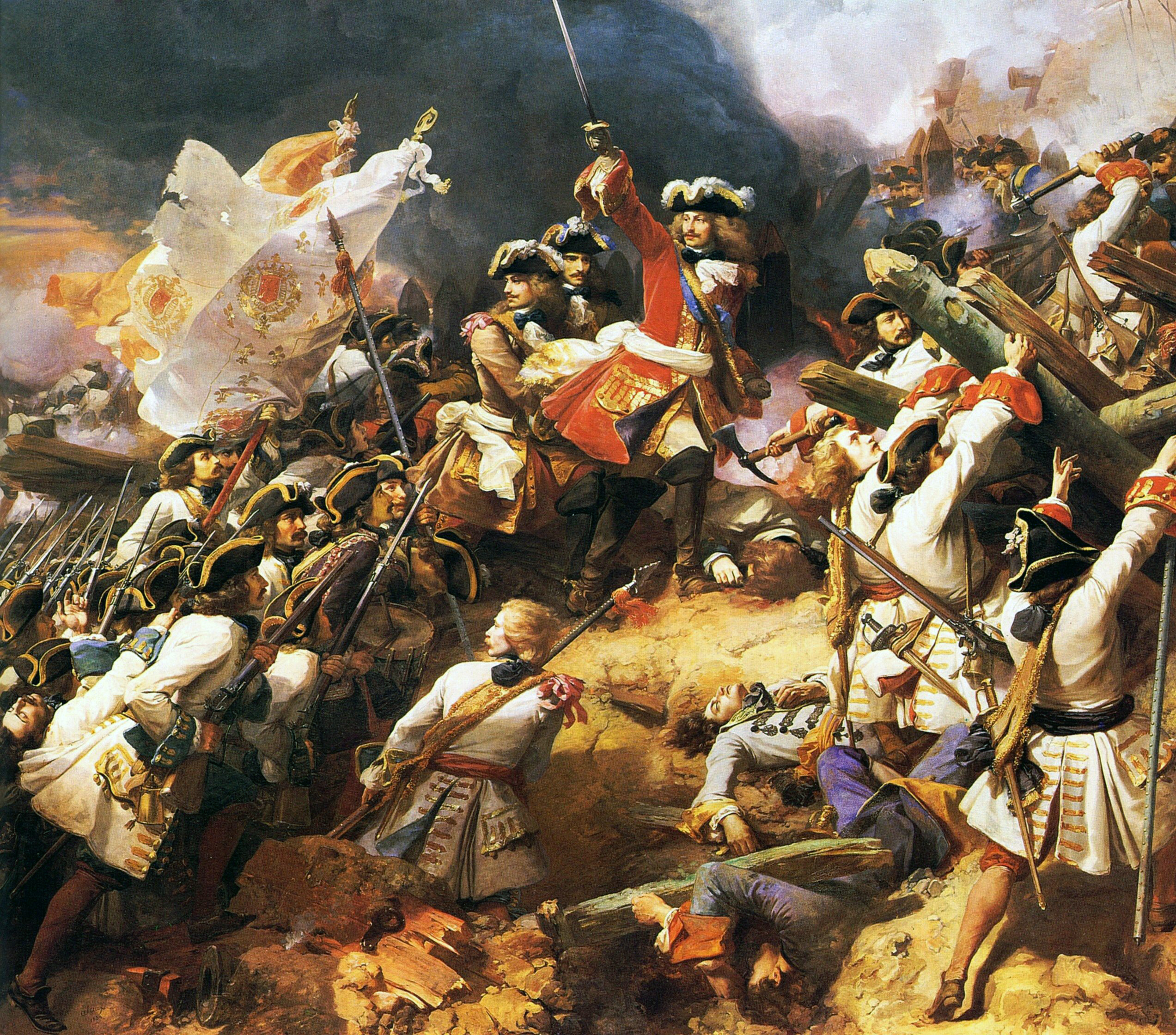
Villars bei Denain

- 24. Juli: In der Schlacht bei Denain gelingt dem von Claude-Louis-Hector de Villars geführten Heer Frankreichs ein großer Sieg über alliierte Truppen unter Befehl von Arnold van Keppel, 1. Earl of Albemarle, und Prinz Eugens. Nach dieser schweren Niederlage weigern sich die Niederländer, einer Feldschlacht zuzustimmen, und es gelingt Villars, die Festungen Marchiennes, Douai, Le Quesnoy und Bouchain zurückzuerobern.
- 5. November: Spaniens Regent Philipp V. verzichtet für sich und seine Nachkommen auf Thronansprüche in Frankreich. Das ermöglicht im Spanischen Erbfolgekrieg einen Waffenstillstand mit England und der Republik der Sieben Vereinigten Provinzen.

#### Großer Nordischer Krieg

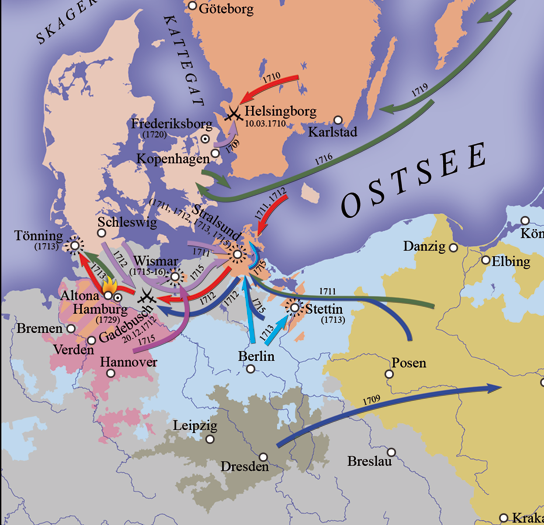
Der Krieg im Ostseeraum 1709–21

- Juli: König Friedrich IV. von Dänemark-Norwegen beginnt mit seinem Feldzug gegen die beiden Herzogtümer Verden und Bremen. Mit einer Armee von 16.000 Mann überschreitet er die Grenze und marschiert gegen die schwedischen Verteidiger. Diese weichen vor den Dänen zurück, denn die schwedische Besatzung der Herzogtümer ist sehr gering. In der einzigen großen Festung Stade sind etwa 1200 Mann stationiert. Weitere 1000 Reiter unter dem Befehl von Oberst Ulrich Karl von Bassewitz stehen Generalmajor Mauritz Vellingk zur Verteidigung der Herzogtümer zur Verfügung.
- 7. August bis 7. September: Die Belagerung von Stade durch dänische Truppen unter König Friedrich IV. und Jobst Scholten endet mit der Kapitulation der schwedischen Besatzung unter Carl Adam von Stackelberg.

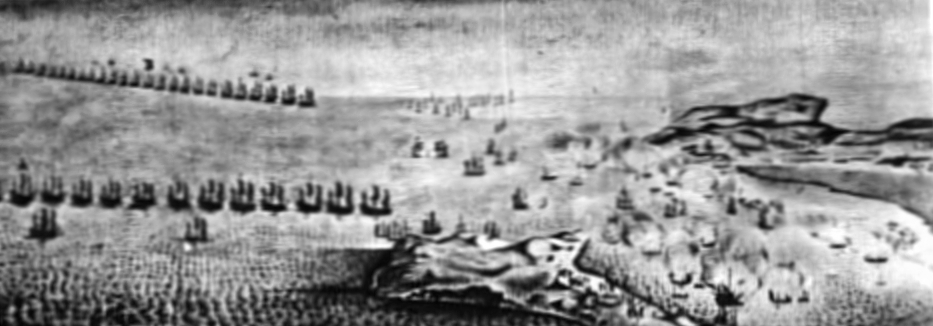
Dänische und schwedische Kriegsschiffe bei Dranske, Detail eines zeitgenössischen Kupferstichs

- 3. September: Die schwedische Kriegsflotte läuft aus Karlskrona mit 24 Linienschiffen, drei Fregatten und 130 Transportschiffen mit 10.000 Mann aus. Ziel ist die norddeutsche Küste. Ende September werden 10.000 Schweden auf Rügen angelandet. Durch die dänische Kriegsflotte wird ein großer Teil der Transportflotte am 29. September in einer Seeschlacht vor Rügen zerstört, so dass weitere Anlandungsunternehmungen nicht mehr stattfinden können und die schwedische Armee aufgrund von Versorgungsengpässen nach Mecklenburg ausbrechen muss.
- Herbst: Die Belagerung von Stralsund durch dänisch-russische Einheiten wird nach der Anlandung schwedischer Truppen unter Magnus Stenbock nach über einem Jahr abgebrochen.

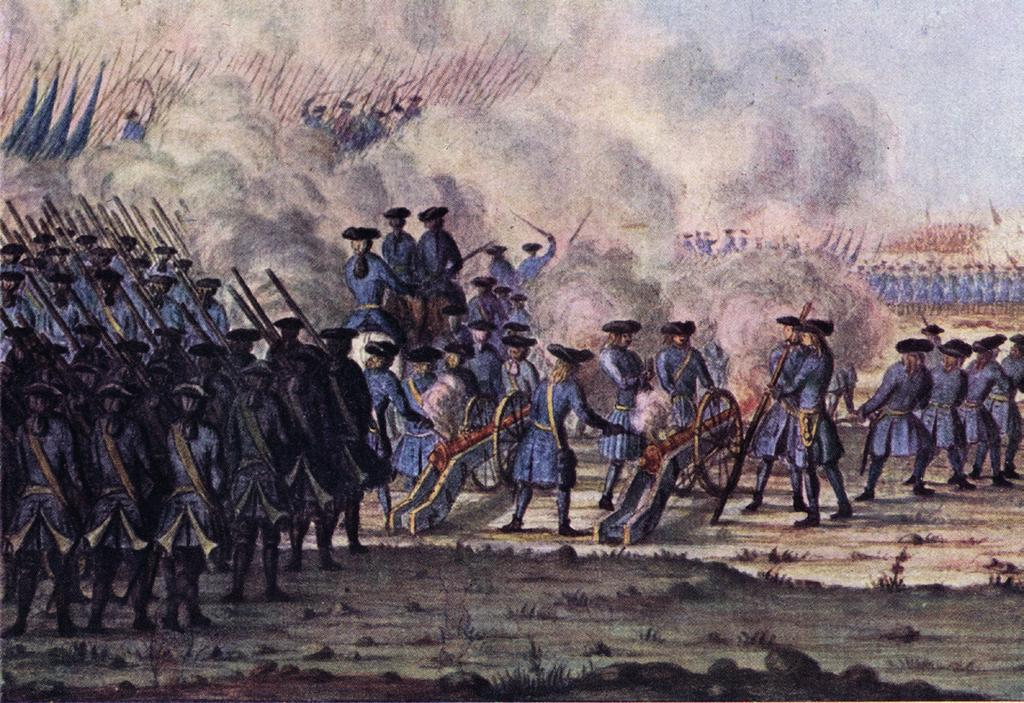
Schwedische Truppen in der Schlacht bei Gadebusch

- 20. Dezember: Die Schlacht bei Gadebusch sieht die Schweden im Großen Nordischen Krieg als Sieger über verbündete dänisch-sächsische Truppen.

#### Toggenburgerkrieg

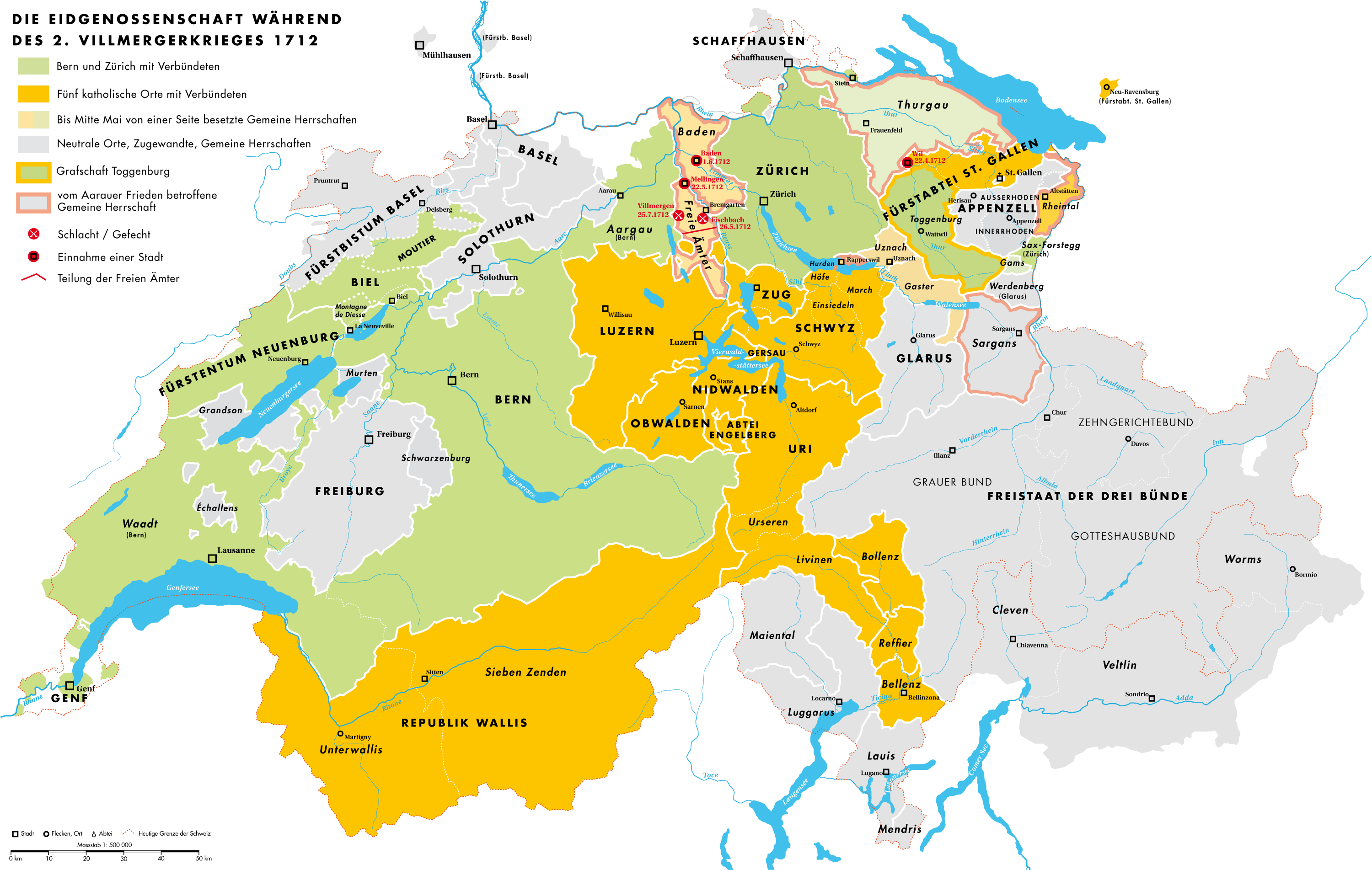
Die Schweiz im Toggenburgerkrieg

- 13. April: Bern und Zürich veröffentlichen ein Manifest gegen den Fürstabt von St. Gallen und legen damit ihre Unterstützung für die Toggenburger offen. Auf der anderen Seite veröffentlichen die fünf inneren Orte Luzern, Schwyz, Uri, Zug und Unterwalden ein Gegenmanifest und rüsten zum Krieg. Bern und Zürich finden Unterstützung in Genf und Neuenburg sowie in seinen Verbündeten im Hochstift Basel, Biel, Moutier und La Neuveville. Die fünf Orte werden im Wallis und in ihren Vogteien im Tessin sowie in den Freien Ämtern unterstützt. Die übrigen Orte bleiben neutral.
- 26. April: Bern eröffnet den Toggenburgerkrieg, als es bei Stilli über die Aare setzt, um Zürich bei der Besetzung des Thurgaus und beim Angriff auf die fürstäbtischen Lande zu unterstützen.
- Mitte Mai: Berner, Zürcher, Toggenburger und Thurgauer rücken im Fürstenland ein. Sie erobern am 22. Mai Wil. Die Verbündeten dringen darauf bis nach St. Gallen vor und besetzen das Kloster und die Vogtei Rheintal. Der Abt flieht nach Neuravensburg. Die fünf katholischen Orte besetzen im Gegenzug zwar Rapperswil, lassen aber den Fürstabt vorerst ohne Unterstützung.
- 26. Mai: Die Schlacht bei Fischbach südlich von Fischbach-Göslikon in Aargau zwischen reformierten Bernern und katholischen Innerschweizern endet im Zweiten Villmergerkrieg mit einem Sieg der Berner, die danach Bremgarten besetzen.
- 1. Juni: Baden kapituliert vor den reformierten Truppen.
- 3. Juni: Die Kriegsparteien nehmen Friedensverhandlungen auf. Am 18. Juli wird ein Friedensvertrag zwischen Bern, Zürich, Luzern und Uri unterzeichnet. Schwyz, Zug und Unterwalden lehnen den Frieden jedoch ab und auch in Luzern und Uri zwingt das Volk die Regierung, die Waffen wieder zu erheben.

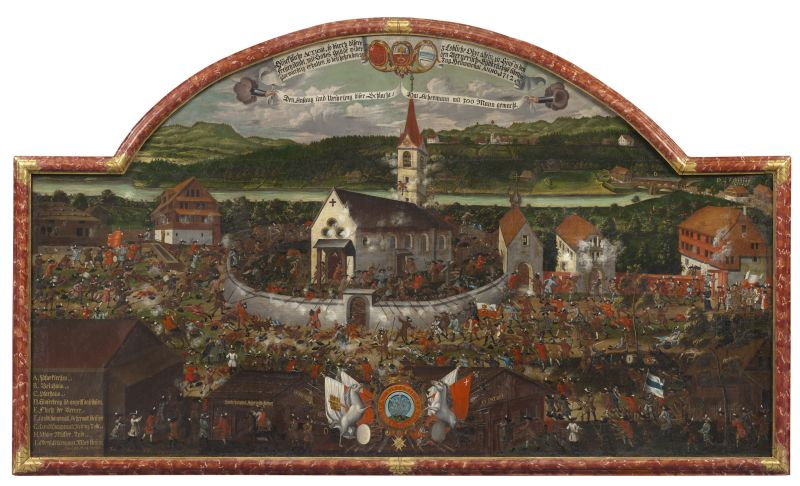
Gefecht bei Sins

- 20. Juli: Im Gefecht von Sins siegen die Innerschweizer über ein Berner Kontingent.

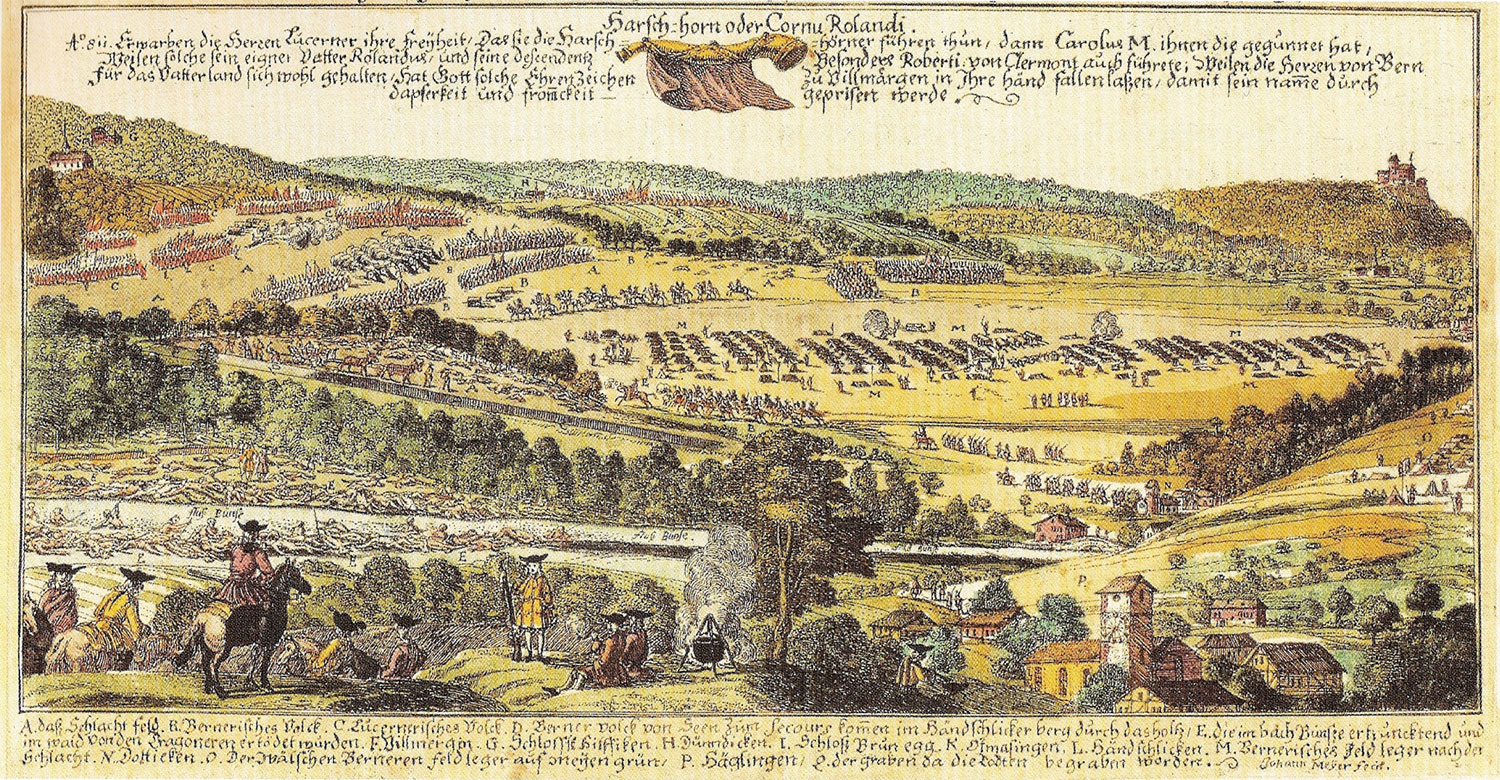
Zeitgenössische Darstellung der Zweiten Schlacht von Villmergen

- 25. Juli: Die Zweite Schlacht von Villmergen wird von den Einheiten der reformierten Orte Bern und Zürich gewonnen. Die Schlacht gilt als entscheidend dafür, dass in der Schweizer Eidgenossenschaft die konfessionelle Parität möglich wird.
- 11. August: Im Frieden von Aarau gewinnen nach dem Toggenburgerkrieg die protestantischen Kantone, namentlich Zürich und Bern, anstelle der katholischen Orte das Übergewicht in der Gemeinen Herrschaft.

#### Weitere Ereignisse in Europa
- 9. März: Der Sabor beschließt auf seiner Sitzung in Zagreb die Kroatische Pragmatische Sanktion, mit der das weibliche Nachfolgerecht der Dynastie der Habsburger anerkannt wird. Die kroatischen Stände sind damit die ersten, die den Bemühungen Karls VI. entgegenkommen, und stellen sich damit auch gegen die ungarischen Stände.
- Johann Adam I. Andreas aus dem Haus Liechtenstein erwirbt die Grafschaft Vaduz mit der gleichnamigen Hauptstadt für 290.000 Gulden von den Herren von Hohenems. Nach seinem Tod am 16. Juni folgt ihm sein entfernter Verwandter Josef Wenzel als Fürst von Liechtenstein.
- 10. August: Die Allgemeine preußische Postordnung droht jedem Postbeamten bei Verletzung des Briefgeheimnisses die Dienstentlassung und die strafrechtliche Ahndung als Meineidiger an.
- Petrinische Reformen: Sankt Petersburg wird unter Peter dem Großen offiziell zur russischen Hauptstadt erklärt. Es folgt die Umsiedlung des Moskauer Hofstaats nach St. Petersburg.

#### Amerika
- 6. April: Der New Yorker Sklavenaufstand 1712 wird blutig niedergeschlagen. Nach dem Aufstand werden Gesetze erlassen, die das Leben der Schwarzen in New York stark einschränken.
- In South Carolina wird erstmals ein Gesetz verabschiedet, das die Freilassung von Sklaven regelt. Das Gesetz wird später durch die Bestimmung ergänzt, dass freigelassene Sklaven South Carolina innerhalb von sechs Monaten verlassen müssen. Leisten sie dieser Vorschrift nicht Folge, so können sie erneut versklavt oder auf einer Auktion verkauft werden.

#### Asien

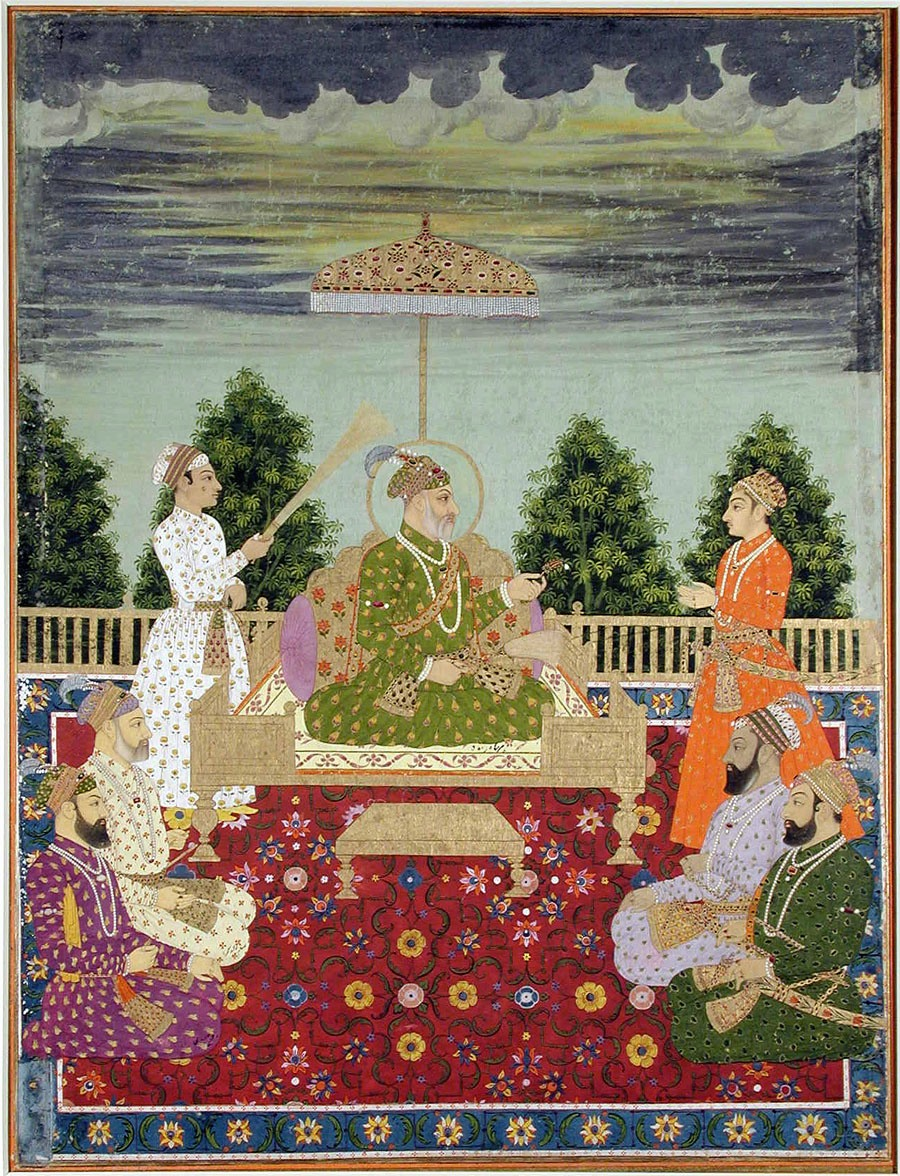
Bahadur Shah mit seinen Söhnen

- 27. Februar: Nach dem Tod von Bahadur Shah I. kommt es zu Thronstreitigkeiten im Mogulreich zwischen seinen Söhnen. Jahandar Shah setzt sich schließlich gegen seinen Bruder Azim ush Shan durch.
- 12. November: Tokugawa Ienobu, 6. Shōgun der Edo-Zeit in Japan, stirbt. Nachfolger wird sein dreijähriger Sohn Tokugawa Ietsugu unter der Vormundschaft des Beraters Arai Hakuseki.

### Wirtschaft
- 15. Februar: Zar Peter I. befiehlt in einem Erlass, in Tula eine Fabrik zu errichten, die als Tulski Oruscheiny Sawod mit der Herstellung von Waffen die Zeiten überdauert.

### Wissenschaft und Technik

#### Der schwedische Kalender

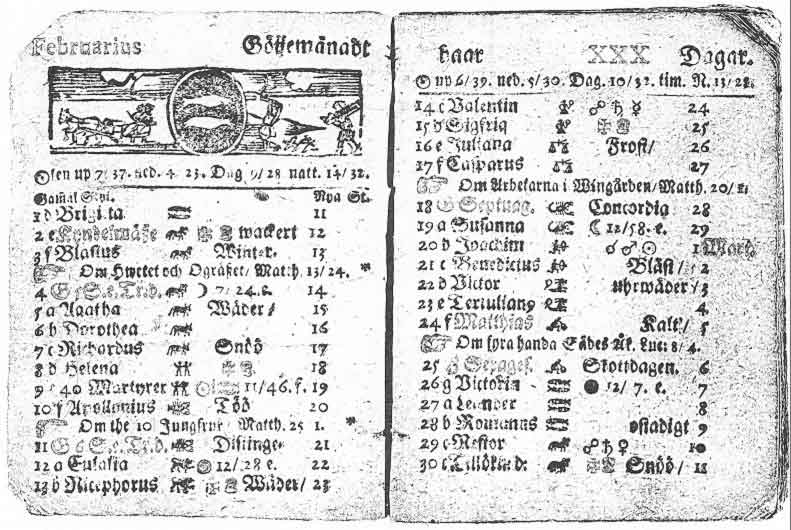
Seite aus dem schwedischen Kalender für das Jahr 1712 – rechts unten ist der 30. Februar verzeichnet

- Schweden hat in diesem Jahr einen 30. Februar, da König Karl XII. nach dem vergeblichen Versuch, seit dem Jahr 1700 schrittweise zum gregorianischen Kalender (die Reform war 1582) zu wechseln, wieder zum julianischen Kalender zurückkehrt.

#### Wissenschaftliche Literatur

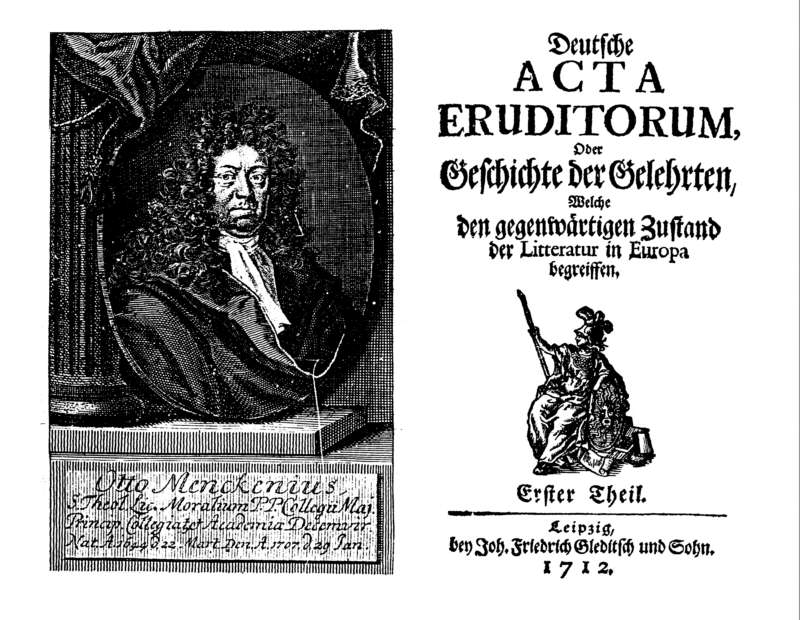
Titelblatt der ersten Nummer

- Die Literaturzeitschrift Deutsche Acta Eruditorum erscheint in Leipzig im Verlag Johann Friedrich Gleditschs erstmals. Herausgeber sind Justus Gotthard Rabener, Johann Christian Schöttgen und Johann Georg Walch. Die Zeitschrift widmet sich vorwiegend der Rezension wissenschaftlicher Literatur.
- Ohne die Zustimmung von John Flamsteed veröffentlichen Edmond Halley und Isaac Newton dessen astronomisches Werk Historia coelestis Britannica. Es enthält unter anderem die Flamsteed-Bezeichnung zur systematischen Benennung von Sternen.

#### Technische Errungenschaften
- Thomas Newcomen entwickelt eine so genannte atmosphärische Dampfmaschine. Sie wird zur Wasserhebung in einem Kohlebergwerk in Staffordshire installiert. Sie wirkt ohne Kurbelwelle und Schwungrad über einen Balancier auf die anzutreibenden Pumpen. Die Verbindung zwischen dem Kolben und dem Balancier wird über eine Kette realisiert. Der Wirkungsgrad der Maschine liegt allerdings bei nur 0,5 Prozent.
- Christian Gottlieb Hertel entwickelt ein Mikroskop, bei dem sich erstmals ein Beleuchtungsspiegel unterhalb des Objekts befindet.

### Kultur

#### Musik und Theater

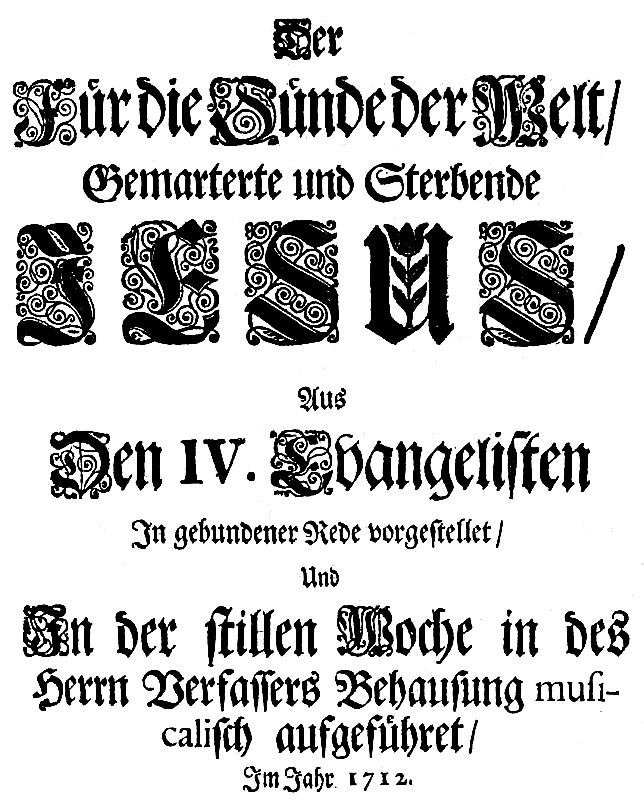
Titelblatt des Librettos

- Barthold Heinrich Brockes veröffentlicht die Brockes-Passion, die noch im gleichen Jahr durch Reinhard Keiser erstmals vertont wird. Die Uraufführung erfolgt in der Passionszeit im großen Wohnhaus des Librettisten in Hamburg.
- April: An der Oper am Gänsemarkt wird die Barockoper Der sich rächende Cupido von Reinhard Keiser auf das Libretto von Johann Ulrich König unter dem Namen Die entdeckte Verstellung oder Die geheime Liebe der Diana uraufgeführt.
- 22. November: Am Queen’s Theatre in London findet die Uraufführung der Oper Il pastor fido (Der treue Hirte) von Georg Friedrich Händel statt. Das Stück fällt in seiner Erstfassung durch und wird bereits nach sieben Vorstellungen abgesetzt.

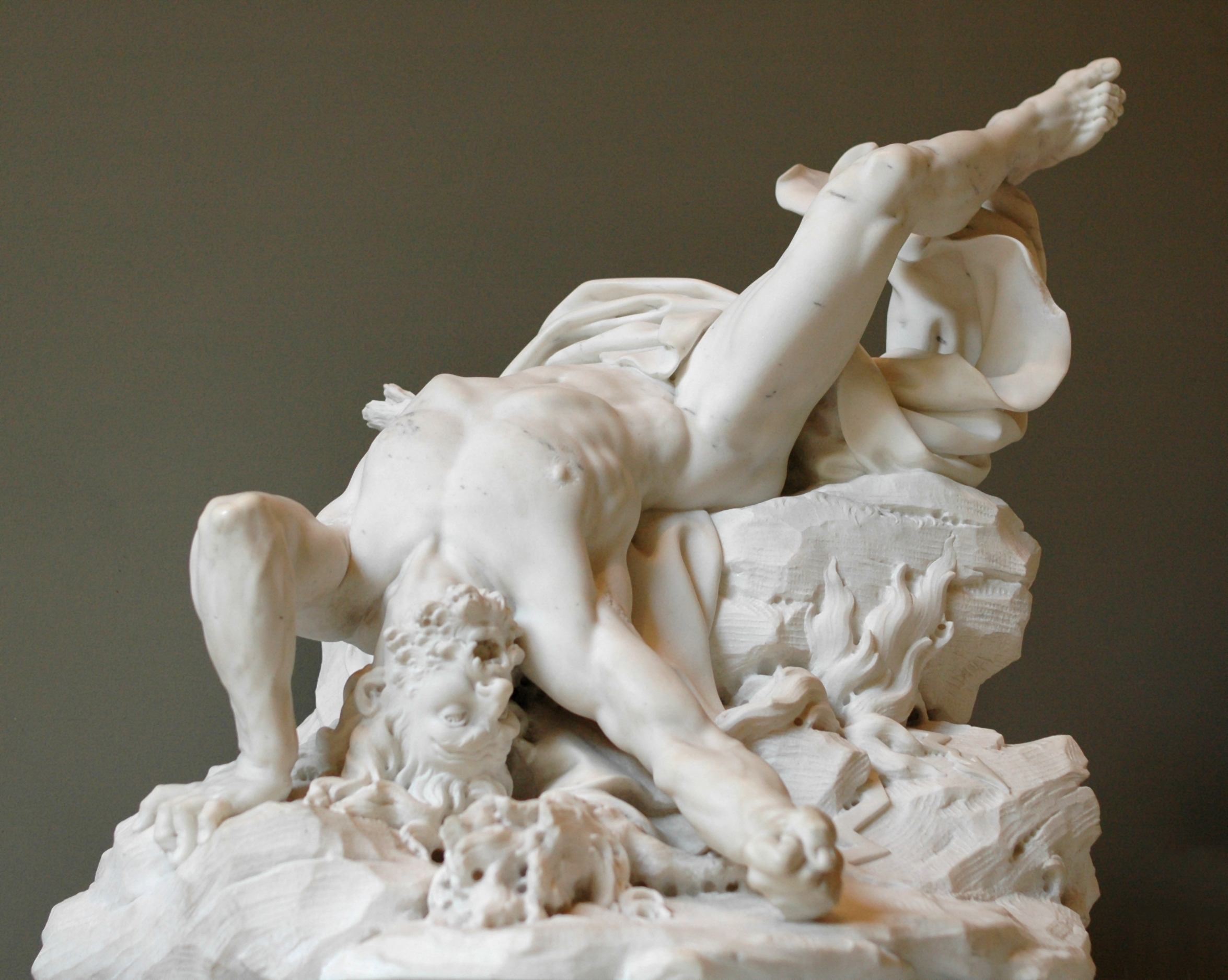
Titan foudroyé, 1712

- 24. September: Der Bildhauer François Dumont wird mit seiner Aufnahmearbeit Titan foudroyé – Der vom Blitz zerschmetterte Titan in den Kreis der Académie Royale aufgenommen.

### Religion

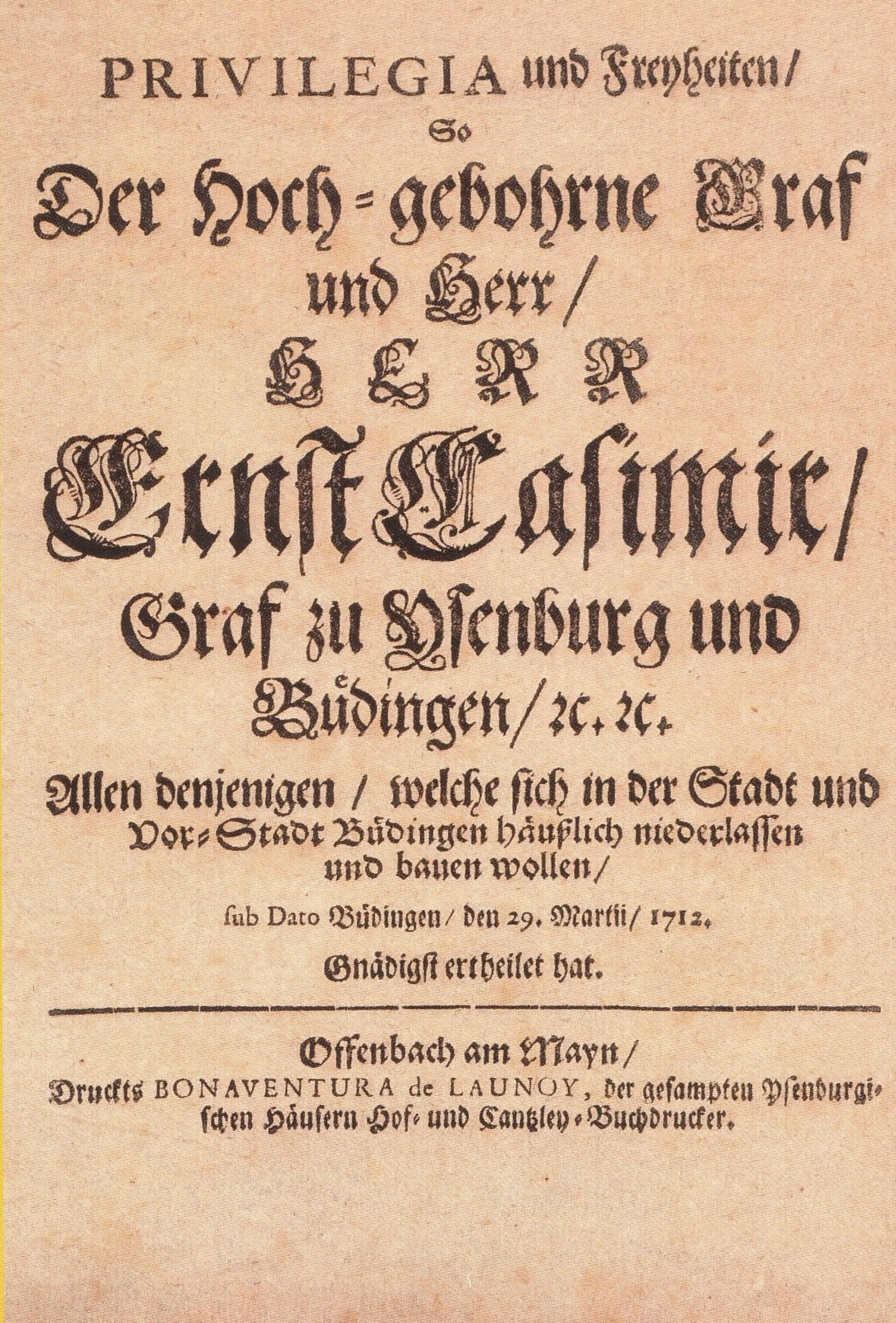
Das Büdinger Toleranzedikt

- Ernst Casimir zu Ysenburg und Büdingen erlässt für die Grafschaft Isenburg-Büdingen das Büdinger Toleranzedikt. Darin wird nicht nur für Angehörige der drei im Westfälischen Frieden von 1648 anerkannten christlichen Konfessionen, Katholiken, Lutheraner und Reformierte Gewissensfreiheit zugesagt, sondern es verspricht für Jedermann vollkommene Gewissen-Freyheit...., auch denen, die aus Gewissens-Scrupel gar zu keiner äußerlichen Religion halten. Dazu kommen Gewerbe-, Bildungs- und Schulgeldfreiheit, eine moderne Asylpolitik für Glaubensflüchtlinge und „Sektierer“ sowie Emanzipation für Juden.
- Das Kloster Mariä Verkündigung in Würzburg wird gegründet.

### Katastrophen
- Einer Masernepidemie in Frankreich fallen zahlreiche Menschen zum Opfer. Unter den Toten sind auch der französische Thronfolger Louis de Bourbon, dauphin de Viennois, duc de Bourgogne, und seine Gattin Maria Adelaide von Savoyen.

## Historische Karten und Ansichten

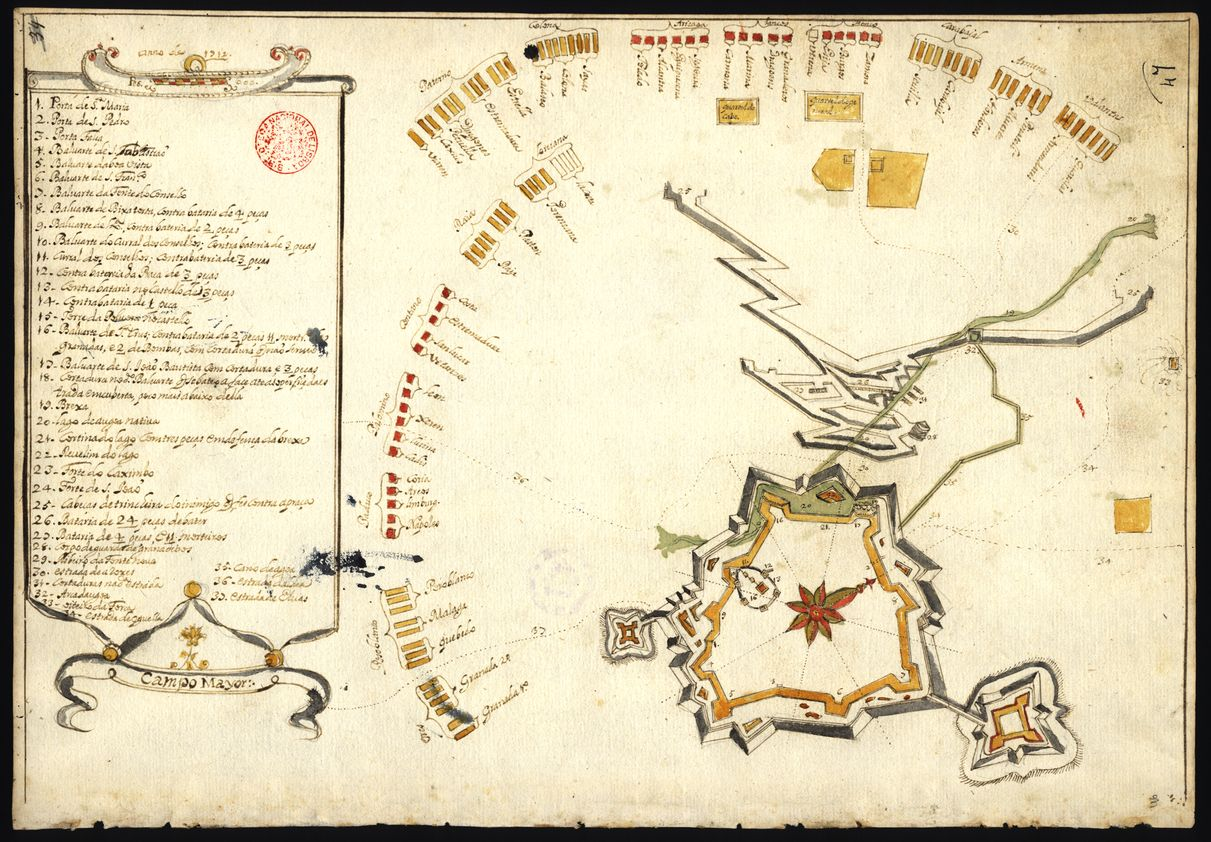
Karte der portugiesischen Festung Campo Maior, 1712

## Geboren

### Erstes Halbjahr
- 01. Januar: Karl, Fürst von Nassau-Usingen († 1775)
- 05. Januar: Ludwig van Beethoven, deutscher Sänger, Großvater des gleichnamigen Komponisten († 1773)
- 17. Januar: Charles John Stanley, britischer Komponist und Organist († 1786)

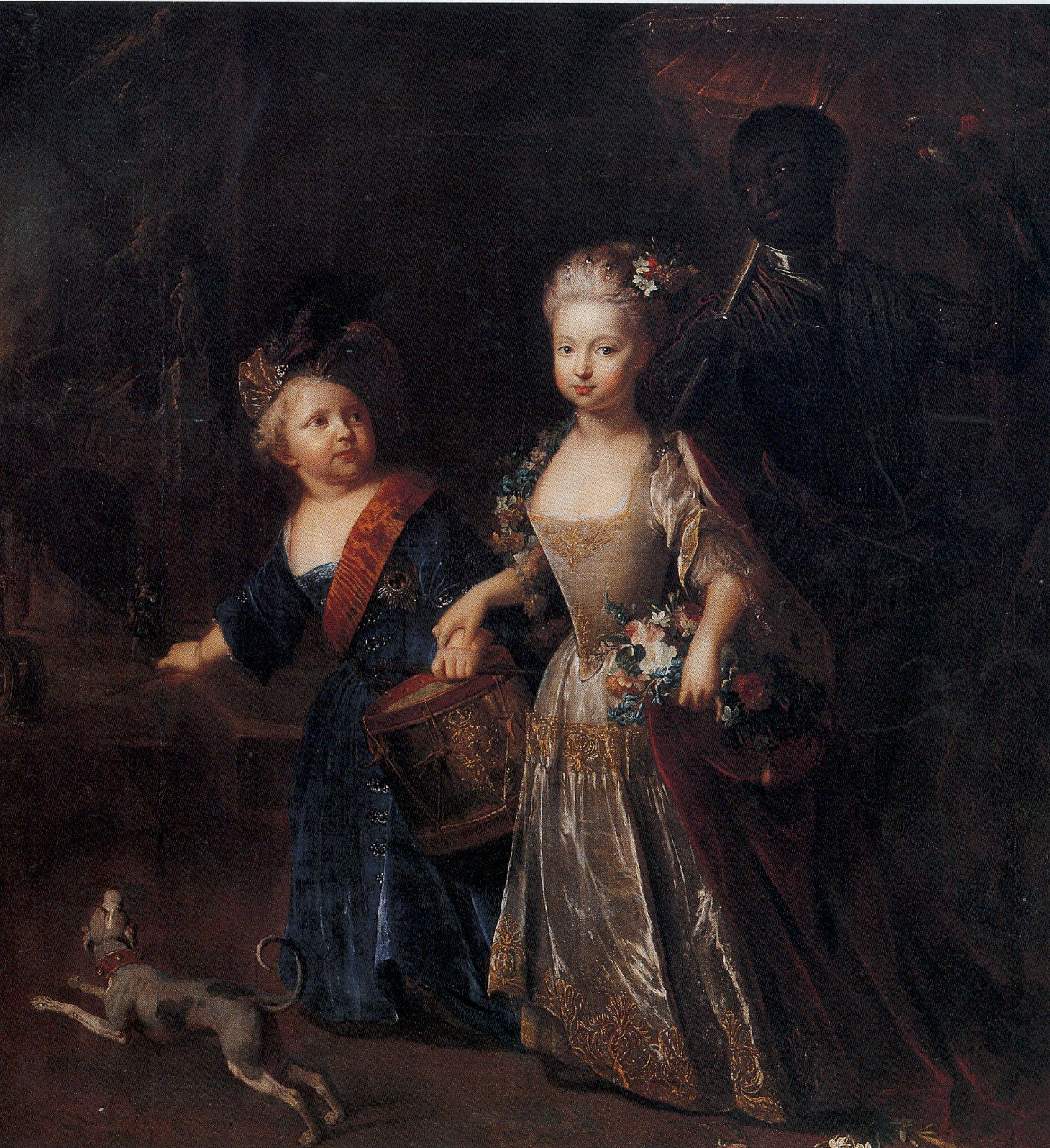
Friedrich (links) mit seiner Lieblingsschwester Wilhelmine (Gemälde von Antoine Pesne)

- 24. Januar: Friedrich der Große, König von Preußen († 1786)
- 24. Januar: Georg Friedrich Schmidt, deutscher Kupferstecher, Radierer und Maler († 1775)
- 26. Januar: Giacomo Puccini, italienischer Komponist und Organist, Ururgroßvater des gleichnamigen Komponisten († 1781)
- 28. Januar: Tokugawa Ieshige, japanischer Shōgun († 1761)
- 01. Februar: Konrad Ernst Ackermann, deutscher Schauspieler; Mitbegründer der deutschen Schaubühne († 1771)
- 14. Februar: Christian Ludwig von Hagedorn, deutscher Kunsttheoretiker und -sammler († 1780)
- 23. Februar: Johann Gottfried Brendel, deutscher Mediziner († 1758)
- 28. Februar: Louis-Joseph de Montcalm, französischer General († 1759)
- 22. März: Edward Moore, englischer Dramatiker und Schriftsteller († 1757)
- 23. März: Christoph Friedrich Geiger, deutscher Jurist und Hochschullehrer († 1767)
- 27. März: Claude Bourgelat, französischer Hippologe und Autor, Gründer der ersten tiermedizinischen Schule († 1779)
- 04. April: Pjotr Grigorjewitsch Tschernyschow, russischer Diplomat († 1773)
- 08. April: Georg Sigismund Green der Jüngere, deutscher evangelischer Theologe († 1754)
- 15. April: Emmanuel Thumbé, Schweizer römisch-katholischer Geistlicher († 1761)
- 23. April: Devasahayam Pillai, indischer Konvertit zum Katholizismus und Märtyrer, Seliger der katholischen Kirche († 1752)
- 07. Mai: Frederik Winter, deutscher Mediziner († 1760)
- 12. Mai: Karl Wilhelm Friedrich, Markgraf von Brandenburg-Ansbach († 1757)
- 13. Mai: Johann Hartwig Ernst von Bernstorff, deutscher Diplomat und dänischer Außenminister († 1772)
- 17. Mai: Gottfried Ludwig Mencke, deutscher Rechtswissenschaftler und Herzoglich-Braunschweigischer Hofrat († 1762)
- 14. Juni: Sayat Nova, armenischer Geistlicher, Sänger, Dichter und Komponist († 1795)
- 17. Juni: Wilhelm Carl von Appell, preußischer Beamter († unbekannt)
- 21. Juni: Luc Urbain du Bouëxic de Guichen, französischer Admiral († 1790)
- 24. Juni: Johann Friedrich Vitzthum von Eckstädt, polnischer und kursächsischer Generalleutnant († 1786)
- 26. Juni: Johann Andreas Silbermann, elsässischer Orgelbauer († 1783)

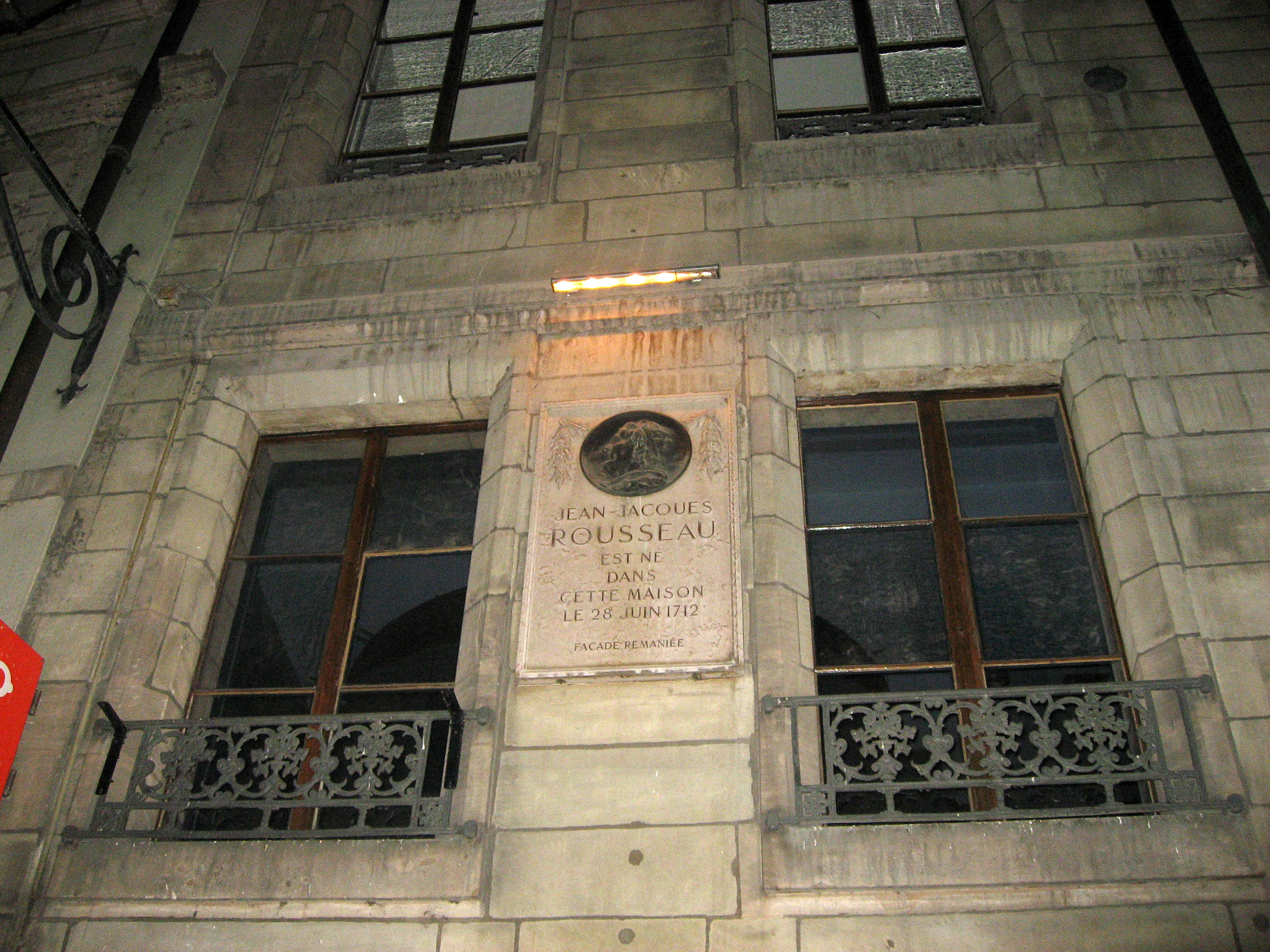
Geburtshaus von Jean-Jacques Rousseau in der Altstadt von Genf

- 28. Juni: Jean-Jacques Rousseau, französischer Philosoph († 1778)

### Zweites Halbjahr
- 02. Juli: Johann Rudolph von Ahlefeldt, Herr der Güter Damp und Saxdorf († 1770)
- 15. Juli: Eleazar de Mauvillon, deutsch-französischer Schriftsteller, Historiker und Hochschullehrer († 1779)
- 18. Juli: Karl Friedrich, Herzog von Sachsen-Meiningen († 1743)
- 21. Juli: Johann Karl Philipp Graf Cobenzl, österreichischer Politiker († 1770)
- 24. Juli: Thomas Aschbrenner, österreichischer Gelegenheitsdichter († 1789)
- 01. August: Pauline Félicité de Mailly-Nesle, französische Adelige, Mätresse Ludwigs XV. († 1741)
- 14. August: César Gabriel de Choiseul-Praslin, französischer Politiker († 1785)
- 15. August: Joseph Karl Truchseß von Waldburg-Zeil-Wurzach, Dompropst in Köln († 1786)
- 29. August: Adolf Jasper von Ahlefeldt, Domherr des Domkapitels des Lübecker Doms († 1761)
- 01. September: Carlo Vittorio Amedeo delle Lanze, italienischer Kardinal († 1784)
- 02. September: Max Heinrich von Geyr, Priester und Domherr in Köln († 1789)
- 05. September: Johann Gottfried Weller, deutscher evangelischer Geistlicher und Historiker († 1780)
- 02. Oktober: Johann Friedrich von Alvensleben, deutscher Beamter († 1783)
- 02. Oktober: Louis-Frédéric Petitpierre, Schweizer evangelischer Geistlicher († 1787)
- 05. Oktober: Francesco Guardi, italienischer Veduten- und Landschaftsmaler († 1793)
- 14. Oktober: George Grenville, britischer Politiker und Staatsmann († 1770)
- 22. Oktober: Johann Gottfried Heinitz, deutscher Pädagoge und Kirchenlieddichter († 1790)
- 24. Oktober: Johanna Elisabeth von Schleswig-Holstein-Gottorf, Fürstin und Regentin von Anhalt-Zerbst († 1760)
- 28. Oktober: Jacques Mathon de La Cour, französischer Mathematiker und Mechaniker († 1777)
- 30. Oktober: Christian Wilhelm Ernst Dietrich, deutscher Maler, Radierer und Kupferstecher († 1774)
- 31. Oktober: Moritz von Anhalt-Dessau, preußischer Heerführer († 1760)
- 04. November: Charles de Fitz-James, Pair und Marschall von Frankreich († 1787)
- 14. November: Karl August, Markgraf von Baden-Durlach († 1786)
- 15. November: Maria Theresia Isabella von Blumenthal, preußische Philanthropin und Oberhofmeisterin († 1782)
- 25. November: Charles-Michel de l’Epée, französischer Pädagoge, Gründer der weltweit ersten Schule für Taube († 1789)
- 05. Dezember: Fernando de Sousa e Silva, Patriarch von Lissabon († 1786)
- 11. Dezember: Francesco Algarotti, italienischer Schriftsteller, Kunstkritiker und Kunsthändler († 1764)
- 12. Dezember: Karl Alexander von Lothringen, Hochmeister des Deutschen Ordens († 1780)
- 20. Dezember: Sawwa Jakowlew, russischer Unternehmer, Großindustrieller und Mäzen († 1784)
- 31. Dezember: Peter Böhler, deutscher evangelischer Missionar und Bischof der Herrnhuter Brüdergemeine († 1775)

### Genaues Geburtsdatum unbekannt
- Toriyama Sekien, japanischer Zeichner, Poet, Autor und Kunstlehrer († 1788)
- Marie-Angélique Memmie LeBlanc, französisches „Wolfskind“ († 1775)
- Sō Shiseki, japanischer Maler († 1786)
- Johann Jakob Joseph Sündermahler, deutscher Rechtsgelehrter und Hochschullehrer († 1775)
- Takenouchi Shikibu, japanischer Konfuzianist und Shintoist († 1767)
- Cathérine Vicat, Schweizer Naturforscherin und Imkerin († 1772)

### Geboren um 1712
- 1711/1712: Teresa Margarida da Silva e Orta, brasilianische Schriftstellerin († 1792)

## Gestorben

### Januar bis April
- 07. Januar: Theresa Katharina Lubomirska, polnische Adelige (* 1685)
- 10. Januar: John Houblon, Gouverneur der Bank of England und Lord Mayor of London (* 1632)
- 21. Januar: Johann Georg Hocheisen, deutscher Orientalist (* 1677)
- 07. Februar: Matthias Alban, Tiroler Geigen- und Lautenbauer (* 1634)
- 07. Februar: Rupert Ignaz Mayr, bayerischer Violinist, Komponist und Hofkapellmeister (* 1646)
- 08. Februar: Nicola Ammirato, neapolitanischer Maler (* unbekannt)
- 12. Februar: Maria Adelaide von Savoyen, Herzogin von Burgund und Dauphine von Frankreich, Mutter Ludwigs XV. (* 1685)
- 18. Februar: Louis de Bourbon, duc de Bourgogne, französischer Thronfolger, Vater Ludwigs XV. (* 1682)
- 25. Februar: Nicolas de Catinat, französischer General, Marschall von Frankreich (* 1637)
- 27. Februar: Bahadur Shah I., Großmogul von Indien (* 1643)
- 02. März: Lorenzo Magalotti, italienischer Gelehrter, Dichter und Diplomat (* 1637)
- 16. März: Johann Georg, Herzog von Sachsen-Weißenfels und Fürst von Sachsen-Querfurt (* 1677)
- 25. März: Nehemiah Grew, englischer Botaniker, Physiker und Physiologe (* 1641)
- 28. März: Jan van der Heyden, niederländischer Maler und Erfinder (* 1637)
- 30. März: Johann Friedrich Mayer, deutscher lutherischer Theologe (* 1650)
- 05. April: Jan Luyken, niederländischer Dichter, Graphiker und Illustrator (* 1649)
- 09. April: Giuseppe Archinto, italienischer Kardinal (* 1651)
- 18. April: Louisa Maria Theresa Stuart, englische Adelige im Exil (* 1692)
- 19. April: Benedikt von Ahlefeldt, Herr auf Osterrade, Kluvensiek, Sehestedt, Kronsburg und Träger des Danebrog-Ordens (* 1650)
- 21. April: Christian Crusius, Bürgermeister von Chemnitz (* 1636)
- 23. April: Lambert Chaumont, ein im Hochstift Lüttich tätiger Komponist, Organist und Geistlicher (* 1645)
- 25. April: Dudleya North, britische Orientalistin (* 1675)
- 29. April: Juan Bautista José Cabanilles, spanischer Organist und Barockkomponist (* 1644)

### Mai bis August
- 08. Mai: Gatien de Courtilz de Sandras, französischer Musketier und Schriftsteller (* 1644)
- 10. Mai: Christian Ernst, Markgraf von Brandenburg-Bayreuth (* 1644)
- 12. Mai: Adrian Beier der Jüngere, deutscher Rechtswissenschaftler (* 1634)
- 27. Mai: William Keith, 8. Earl Marischal, schottischer Adliger und Politiker (* um 1664)
- 27. Mai: Johann Baptist Röschel, ungarischer Physiker und lutherischer Theologe (* 1652)
- 02. Juni: Joseph II., Chaldäisch-katholischer Patriarch von Diyarbakir (* 1667)
- 06. Juni: Henri d’Escoubleau, comte de Montluc, französischer Adeliger und General
- 10. Juni: Christian Franz Paullini, deutscher Arzt, Universalgelehrter und Schriftsteller in deutscher und lateinischer Sprache (* 1643)
- 11. Juni: Louis II. Joseph de Bourbon, Herzog von Vendôme, französischer Marschall (* 1654)

Grab Johann Adam Andreas von Liechtenstein in der Fürstengruft in Vranov u Brna

- 16. Juni: Johann Adam I. Andreas, Fürst von Liechtenstein (* 1657)
- 24. Juni: Simon van der Stel, der erste Gouverneur der Kapkolonie (* 1639)
- 01. Juli: Nathaniel Johnson, englischer bzw. britischer Gouverneur der Province of Carolina (* 1644)
- 01. Juli: Melchior Schweling, Bürgermeister von Bremen (* 1629)
- 04. Juli: Johann Kasimir Kolbe von Wartenberg, preußischer Minister (* 1643)
- 12. Juli: Richard Cromwell, englischer Politiker, Lordprotektor von England, Schottland und Irland (* 1626)
- 15. Juli: Johann Carl Landeck, deutscher Uhrmacher und Instrumentenbauer (* 1636)
- 30. Juli: Paul Tallemant der Jüngere, französischer Kleriker und Schriftsteller (* 1642)
- Juli: Baltaji Mehmed Pascha, Großwesir des Osmanischen Reichs (* 1662)
- 04. August: Johann Jacob de Neufville, deutscher Komponist und Organist (* 1684)
- 04. August: Georg Winckler, Bürgermeister von Leipzig (* 1650)
- 07. August: Friedrich Wilhelm Zachow, sächsischer Komponist (* 1663)
- 11. August: Magdalena Sibylla von Hessen-Darmstadt, Regentin des Herzogtums Württemberg und Kirchenlieddichterin (* 1652)
- 21. August: Anton Hülse, deutscher Architekt (* 1637)
- 22. August: Sophie Marie von Hessen-Darmstadt, Herzogin von Sachsen-Eisenberg (* 1661)
- 23. August: Johann Christoph Lischka, böhmischer Maler (* um 1650)
- 24. August: François de Rohan-Soubise, Fürst von Soubise (* 1630)
- 26. August: Sebastian Anton Scherer, deutscher Organist am Ulmer Münster und deutscher Komponist (* 1631)

### September bis Dezember
- 07. September: Troels Arnkiel, deutscher Pastor und Altertumsforscher (* 1638)
- 08. September: Edward Hyde, erster britischer Kolonialgouverneur von North Carolina (* 1667)
- 09. September: Johann Georg Heinsch, böhmischer Barockmaler (* um 1647)
- 10. September: Martin von Cochem, deutscher Priester, Kapuziner, Volksmissionar und Autor (* 1634)
- 13. September: Hermann Sibrand, Bürgermeister von Stettin (* 1645)
- 14. September: Giovanni Domenico Cassini, italienisch-französischer Astronom und Geograph (* 1625)
- 15. September: Sidney Godolphin, 1. Earl of Godolphin, britischer Politiker (* 1645)
- 25. September: Johann Jacob Gundling, deutscher Maler (* um 1666)
- 04. Oktober: Philipp Reinhard, Graf von Hanau-Münzenberg (* 1664)
- 20. Oktober: Johann Philipp von Lamberg, Fürstbischof von Passau (* 1652)
- 30. Oktober: Daniel Erich, deutscher Organist und Komponist (* 1649)
- 02. November: Alexis Hubert Jaillot, französischer Kartograph und Verleger (* um 1632)
- 08. November: Rosamunde Juliane von der Asseburg, deutsche religiöse Visionärin (* 1672)
- 12. November: Tokugawa Ienobu, japanischer Shōgun der Edo-Zeit (* 1662)
- 15. November: James Douglas-Hamilton, 4. Duke of Hamilton, schottisch-britischer Adeliger (* 1658)
- 19. November: Wolfgang Carl Briegel, deutscher Komponist (* 1626)
- 06. Dezember: Gio Paolo Bombarda, italienischer Musiker und Finanzberater (* um 1650)
- 09. Dezember: Johann Achamer, österreichischer Metall- und Glockengießer (* 1650)

### Genaues Todesdatum unbekannt
- Juan de Araujo, peruanischer Komponist (* 1646)
- Catherine Bernard, französische Schriftstellerin und Dramatikerin (* 1662)
- Andrea Celesti, italienischer Maler (* 1637)
- Charles Auguste de La Fare, französischer Dichter (* 1644)
- Francisco Ibáñez de Peralta, spanischer Offizier, Kolonialadministrator und Gouverneur von Chile (* 1644)
- Jakow Permjakow, russischer Seefahrer, Händler und Entdecker
- Merkuri Wagin, russischer Seefahrer und Polarforscher